# Zasada samooobliczenia
Zasada samoobliczenia, samoobliczania  jest podstawową zasadą obowiązującą w polskim systemie podatkowym. Polega ona na tym, że podatnik sam oblicza podstawę opodatkowania, nalicza podatek i odprowadza go do organu podatkowego. Na podatniku ciąży obowiązek i odpowiedzialność prawidłowego zaliczenia przychodów, kosztów uzyskania przychodu oraz zastosowania odpowiedniego sposobu obliczenia podatku.
Zasada samoobliczenia często błędnie określana jest jako zasada samoopodatkowania.
 Zapoznaj się z zastrzeżeniami dotyczącymi pojęć prawnych w Wikipedii.